# Autofagia

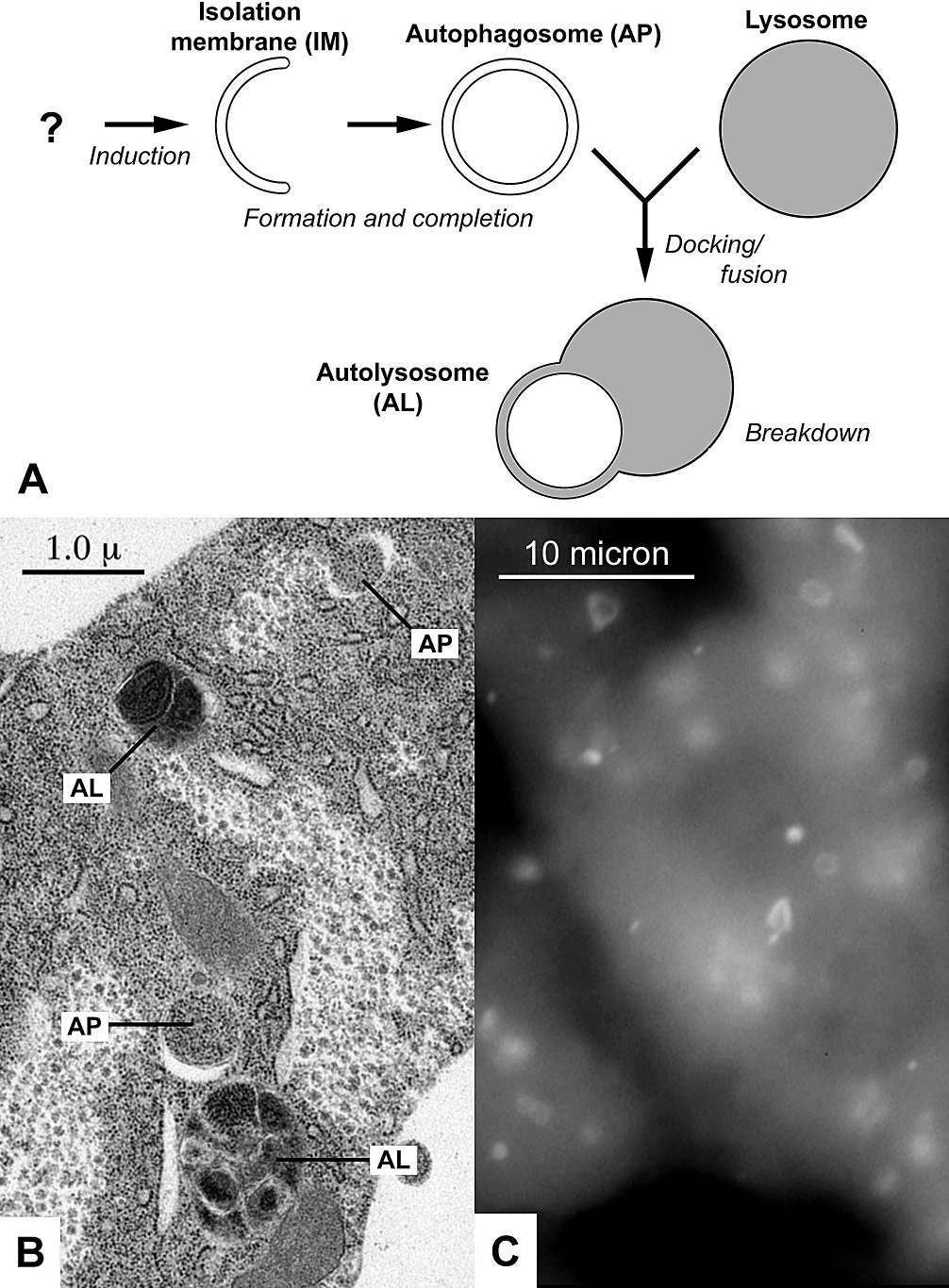
Diagrama de la autofagia

La autofagia es un proceso catabólico altamente conservado en eucariotas, en el cual el citoplasma, incluyendo el exceso de orgánulos o aquellos deteriorados o aberrantes, son secuestrados en vesículas de doble membrana y liberados dentro del lisosoma/vacuola para su descomposición y eventual reciclado de las macromoléculas resultantes. Este proceso juega un papel esencial en la adaptación al ayuno y a las condiciones ambientales cambiantes, a la remodelación celular durante el desarrollo y acumulación de orgánulos alterados hipergeneradores de especies reactivas de oxígeno (ROS) en las células en envejecimiento.
Durante la autofagia se forman, como se ha dicho,  vesículas de doble membrana llamadas autofagosomas que capturan material citoplasmático y lo transportan hasta los compartimentos acídicos (vacuola en el caso de levaduras o lisosomas en el caso de células animales), donde son degradados por enzimas hidrolíticas. Una vez que los autofagosomas se han fusionado con los lisosomas, las vesículas resultantes (ya de membrana simple) pasan a denominarse autolisosomas. En mamíferos, la autofagia es un evento constitutivo que regula crecimiento celular, desarrollo y homeostasis. Mientras que en levaduras, la autofagia es inducida bajo condiciones de estrés celular, tales como falta de nutrientes, incremento de temperatura o estrés oxidativo. Los estudios más recientes apuntan que la autofagia, además de constituir un proceso reparativo, está implicado en fenómenos de muerte celular. Estos fenómenos han sido denominados "procesos de muerte tipo II" (no apoptótica). 
El término «autofagia» fue acuñado por el bioquímico belga Christian de Duve en 1963. La investigación contemporánea arrancó en la década de 1990 con la identificación en levaduras de los genes relacionados con este proceso. Uno de los investigadores, Yoshinori Ohsumi, recibió el Nobel de Medicina en 2016 por sus trabajos.

## Etimología
El término se deriva de las raíces griegas αὐτός autós ‘uno mismo’ y φαγεῖν phagein ‘comer’.

## Funciones
Autofagia se ha relacionado con proliferación, diferenciación, respuesta inmune contra patógenos, cáncer, apoptosis y recientemente se ha propuesto como una herramienta que permite a la célula obtener energía, ácidos grasos y aminoácidos permitiendo su supervivencia en condiciones adversas. Un mecanismo de autofagia deficiente es también causante de distintas enfermedades neurodegenerativas. 

## Tipos de autofagia
Existen tres grandes mecanismos de autofagia, siendo estos la macroautofagia, la microautofagia y la autofagia mediada por chaperonas. De entre estos, el proceso más habitual, así como el más estudiado, es la macroautofagia.
1. Macroautofagia. Consiste en la generación de una estructura de membrana que envuelve las estructuras que van a ser degradadas. Comienza con la nucleación de vesículas, a partir de la formación de una membrana de aislamiento, o fagóforo. Esta membrana va elongándose y forma lo que se denomina como autofagosoma. Entonces, este se fusiona con los lisosomas, donde se da la degradación de la estructura envuelta.
2. Microautofagia. La formación del autolisosoma está mediada por la acumulación de pequeñas estructuras de membrana que envuelven porciones del citoplasma. No se forman fagóforos, y las estructuras de membrana se invaginan directamente en los lisosomas, donde se da la degradación.
3. Autofagia mediada por chaperonas. Se da el marcaje de determinadas proteínas, que por diversos motivos, no son necesarias en el momento de ayuno. Las chaperonas, reconocen el marcaje y transportan las proteínas a los lisosomas, donde son degradadas.

Como resultado final de cualquier tipo de autofagia, se da la degradación de determinados productos en moléculas más sencillas, como aminoácidos o carbohidratos, los cuales se utilizan posteriormente para la producción de energía, los procesos metabólicos y la síntesis proteica, entre otros.

## Mecanismo molecular
En levaduras, los genes que participan en la autofagia son denominados Atg(1-16)   y la mayoría de ellos cuenta con sus respectivos genes ortologos en células de plantas, mamíferos y protistas. Los autofagosomas en levaduras tienen un diámetro de 300 a 900 nm, mientras que en células de mamífero son mayores (1000 a 1500 nm). 
La biogénesis de estas vesículas es regulada por dos sistemas denominados UBL (ubiquitin like systems). El primer sistema conjuga Atg5 con Atg12, formando el complejo Atg5-Atg12. El segundo conjuga a Atg8 con fosfatidiletanolamina, esta modificación permite que una proteína citosólica como Atg8 se una a la membrana de los autofagosomas hasta que estos son degradados, haciendo de Atg8 el marcador autofagosómico por excelencia. La fosfolipidación de Atg8 es regularmente monitoreada por Western blot utilizando geles de poliacrilamida suplementados con 6M de urea, en los cuales se puede diferenciar perfectamente la proteína de membrana de la citosólica.